# Ellen Ripley
Il tenente Ellen Ripley è un personaggio immaginario apparso per la prima volta nel film di fantascienza Alien (1979), diretto da Ridley Scott, e la protagonista della serie cinematografica originale in quattro film (dal 1979 al 1997), dei relativi romanzi, fumetti e videogiochi tratti da essi.
Il personaggio è stato ideato da Dan O'Bannon e Ronald Shusett, e interpretato sul grande schermo da Sigourney Weaver. La rappresentazione di Ripley rimane il ruolo più famoso di Weaver, e la decisione di trasformarla da un tipico eroe maschile ad una eroina fu fatta da Ridley Scott stesso. Inizialmente rappresentata come un'impiegata della corporazione immaginaria Weyland-Yutani, Ripley si trova nel corso della serie a doversi opporre ad essa, dopo che viene svelato che i suoi datori di lavoro intendono contrabbandare esemplari di Xenomorfo sulla terra.
Sia Alien che Aliens - Scontro finale furono lodati per aver sfidato i ruoli di genere nel cinema fantascientifico, d'azione ed horror, e la rappresentazione di Weaver nel secondo film la guadagnò una candidatura per l'Oscar alla miglior attrice, un evento che oggi è considerato storico, siccome prima l'Academy aveva conferito poca attenzione ai generi horror e fantascientifici. Weaver è stata anche candidata per un Golden Globe per la migliore attrice in un film drammatico, un BAFTA e quattro Saturn Award per la miglior attrice, vincendone uno per il suo ruolo in Aliens - Scontro finale.
Ripley viene spesso considerata fra le protagoniste femminili cinematografiche più importanti, ed è una figura notevole nella cultura popolare statunitense. Il critico cinematografico e presidente della Science Fiction and Fantasy Writers of America John Scalzi scrisse nel 2011:
L'influenza di Ripley, oltre al cinema, si estende a libri, fumetti e videogiochi.

## Evoluzione
Nei primi abbozzi di Alien, Ripley fu concepita come un personaggio maschile. Fu solo quando lo sceneggiatore Dan O'Bannon notò che i generi dei personaggi erano intercambiabili che fu deciso di realizzarla come una donna. Il regista Ridley Scott infatti insistette sulla possibilità di un personaggio femminile, per meglio giustapporlo allo Xenomorfo e per rendere la sua sopravvivenza alla conclusione del film più sorprendente. Inizialmente a Sigourney Weaver fu dato il ruolo del personaggio Lambert, ma venne poi riassegnata al ruolo di Ripley da Scott. Siccome il copione conteneva pochi dati personali sul personaggio, a Weaver fu data la libertà di formulare la propria biografia e le proprie motivazioni, descrivendo Ripley come un membro inesperto di una famiglia di astronauti.
La stessa Weaver descrisse come la mancanza di esperienza fosse uno dei motivi per i quali il personaggio fosse molto rigoroso nel seguire alla lettera i protocolli. La sua personalità fu basata sul carattere di una conoscente di Weaver, che militava in una associazione ambientalista. Weaver notò che il ruolo di Ripley era per lei una occasione di apprendimento, essendo all'epoca un'attrice debuttante: descrisse quanto era difficile non guardare le telecamere, e come Scott, durante una scena nella mensa del Nostromo, le afferrò la mano, dicendole "non voglio darti la motivazione per alzare la tua fottuta tazza!" Weaver dichiarò che era entusiasta di riprendere il ruolo di Ripley in Aliens - Scontro finale, essendo allora più sicura di sé ed affascinata dall'idea che il personaggio soffrisse d'un conflitto interno in cui dubitava della esperienza vissuta nel film precedente.
Nel primo abbozzo di Alien³, Ripley fu relegata a personaggio secondario, con il personaggio di Michael Biehn innalzato a protagonista in quello che fu progettato come un film d'azione. In un altro abbozzo scritto dallo sceneggiatore Eric Red, Ripley sarebbe invece deceduta all'inizio del film. Il presidente di 20th Century Fox, Joe Roth, rifiutò qualsiasi trama in cui il personaggio fosse stato scartato, siccome lo considerava "il pezzo forte della serie". Weaver accettò l'incarico, a condizione che non ci fossero sparatorie come nel film precedente, sia perché voleva ricreare il clima di terrore del primo film, sia perché l'attrice personalmente si era schierata a favore della limitazione delle armi da fuoco private.
Sebbene Weaver fosse stata favorevole alla morte del suo personaggio in Alien³ per far tacere le voci che sarebbe apparso nel lungometraggio di Alien vs. Predator, accettò poi il ruolo del clone Ripley 8 in Alien - La clonazione perché era affascinata dal concetto d'un ibrido alieno-umano incerto su quale delle due parti della sua genealogia essere fedele. Era inoltre affascinata dall'idea di interpretare una Ripley totalmente amorale, priva d'interessi nel salvare le vite umane, in contrasto al personaggio dei film precedenti. Weaver si allenò per due settimane in preparazione per la scena in cui getta una palla da basket nel canestro da dietro. Alla fine il suo tasso di successo arrivò a un lancio per ogni sei. Nel giorno in cui la scena fu girata, Jean-Pierre Jeunet voleva che la palla fosse lanciata dal basso, credendo che lasciandola buttare da Weaver avrebbe impiegato 200 riprese. Weaver insistette nel fare la mossa da sola, e riuscì nella prima ripresa, a due metri dalla linea dei tre punti. Ron Perlman fu così stupito che uscì dal personaggio con un'esclamazione di "Oh my God!".
Un finale alternativo del film The Predator (quarto capitolo della saga di Predator, già in precedenza collegatasi a quella di Alien) mostra il ritrovamento di una capsula della Weyland-Yutani contenente Ripley e Newt. Qui Ripley è stata interpretata da Breanna Watkins, con il viso coperto da un respiratore della nota società.

## Apparizioni

### Film

#### Alien- (1979)
Durante il ritorno sulla Terra del cargo Nostromo, un messaggio alieno fa cambiare rotta a quest'ultimo, indirizzandolo verso LV-426, pianeta all'epoca sconosciuto. Decisi a non ignorare il messaggio, i membri dell'equipaggio decidono di atterrare e, nonostante l'opposizione di Ripley, permettono ad una forma di vita sconosciuta di contaminare la nave. L'alieno è estremamente aggressivo ed ucciderà in breve tempo tutti gli astronauti: solo Ripley sopravviverà.

#### Aliens - Scontro finale- (1986)
Dopo aver fatto esplodere la Nostromo, la donna si dirige verso la Terra dentro la scialuppa di salvataggio. Dopo aver vagato per 57 anni, finalmente raggiungerà il pianeta madre. Qui però si troverà nell'occhio di un ciclone. Nel frattempo la Weyland-Yutani ha colonizzato il pianeta LV-426; Carter J. Burke, funzionario senza scrupoli della compagnia, saputo da Ripley che sull'LV-426 esiste una nave spaziale aliena contenente una potenziale "arma biologica", invia due scienziati (che poi si riveleranno essere i genitori di Newt), per recuperarla. Lo scienziato entrato nell'astronave viene attaccato dal facehugger ed in seguito tutta la colonia sarà contaminata dagli alieni. Ripley si vedrà di nuovo costretta a partecipare ad un'operazione, affiancata dai Colonial Marines, a distanza ravvicinata con gli alieni. Di nuovo questi ultimi faranno una carneficina: Ripley riuscirà però a salvare Newt, una bambina i cui genitori sono morti nelle colonie del pianeta, e il caporale Hicks, unico sopravvissuto dei Colonial Marines inviati su LV-426.

#### Alien³- (1992)
La scialuppa di salvataggio dove viaggiano Ripley, Newt ed Hicks naufraga su un pianeta-prigione. Nell'atterraggio muoiono sia la bambina che il caporale. I prigionieri salvano Ripley, ma ben presto scoprono che con lei è arrivato un alieno e che un altro sta crescendo nella donna; e non uno qualunque, ma una regina che, se nascesse, potrebbe deporre nuove uova per far diffondere la specie. Consapevole di questo, Ripley, dopo aver partecipato alla battaglia per uccidere l'alieno adulto, decide di uccidersi, gettandosi nel metallo fuso, per far sì che muoia anche l'alieno che porta in sé.

#### Alien - La clonazione- (1997)
Due secoli dopo, però, viene clonata in un'astronave, nell'ambito di un progetto di ricerca del tutto illegale. Le viene prelevato il feto alieno, e un gruppo di scienziati di dubbia moralità cerca di addestrare un esercito di alieni. Questi ultimi prenderanno ben presto il sopravvento, e sarà proprio con l'aiuto di Ripley 8 (ottavo clone della Ripley originale, metà donna metà Regina aliena) che si riuscirà a fermare un'ondata di mostri diretta verso la Terra.

### Libri
- 1979 - Alien (Alien), di Alan Dean Foster
- 1986 - Aliens - Scontro finale (Aliens), di Alan Dean Foster
- 1992 - Alien³ (Alien³), di Alan Dean Foster
- 1993 - Aliens - Book 3: The Female War, di Stephani e Steve Perry
- 1997 - Alien - La clonazione (Alien Resurrection), di Ann C. Crispin
- 1997 - Alien - La clonazione (Alien Resurrection - The Novelization), di Terry Bisson
- 2005 - Aliens: Original Sin di Michael Jan Friedman

### Fumetti
- 1979 - Alien: The Illustrated Story, di Archie Goodwin
- 1990 - Aliens Earth War (Aliens - Book 3: Earth War), di Mark Verheiden
- 1992 - Aliens: Newt's Tale, di Mike Richardson
- 1992 - Alien³ (Alien³), di Steven Grant
- 1997 - Alien Resurrection, di Jim Vance
- 2000 - Aliens vs Predator vs Terminator, di Mark Schultz

### Videogiochi
- Alien, per vari computer
- Aliens: The Computer Game, per vari computer
- Alien³, per vari sistemi
- Alien Trilogy, per PlayStation
- Alien Resurrection, per PlayStation e PlayStation 2
- Alien: Isolation, per Microsoft Windows, PS3, PS4, Xbox 360, Xbox One
- Fortnite, per Microsoft Windows, PS4, Xbox One e dispositivi mobili
- Dead by Daylight, il personaggio di Ellen Ripley si aggiunge alla lista dei sopravvissuti tramite un DLC uscito il 28 agosto 2023.

### Giochi da tavolo
- 1989 - Aliens: This Time It's War

## Impatto culturale

### Liste di migliori personaggi cinematografici
Ellen Ripley viene spesso inclusa nelle liste dei migliori personaggi cinematografici della storia: nel 2008, l'American Film Institute le assegnò l'ottavo posto nella propria lista dei migliori eroi del cinema statunitense. Nel 2009, Entertainment Weekly la mise al quinto posto nella lista dei 20 eroi della cultura popolare meglio riusciti, notando come fosse una delle prime eroine cinematografiche non definita dai maschi intorno a lei ma dalla propria relazione con loro. Sempre nel 2009, Empire la mise al nono posto nella lista dei 100 migliori personaggi cinematografici.
La rivista Premiere la mise all'ottavo posto nella lista dei 100 migliori personaggi cinematografici della storia. Le fu assegnato il cinquantasettesimo posto nell'elenco di Fandomia dei 100 migliori personaggi di finzione. Nel 2009, MTV la seleziono come il secondo personaggio più forte della storia cinematografica. Nel 2011, la UGO Networks la dichiarò la settantacinquesima donna più bella del cinema fantascientifico. Il sito Total Sci-Fi la mise al primo posto nella lista delle 25 migliori donne della fantascienza.
Nel 2011, Total Film la nominò il miglior personaggio femminile della storia del cinema.

### Premi ed impatto per Sigourney Weaver
Per la sua interpretazione in Alien, Weaver fu candidata per un BAFTA ed un Saturn Award per la miglior attrice.
Sebbene l'interpretazione di Ripley fosse già stata lodata nel primo film, fu Aliens - Scontro finale a conferirle riconoscimenti internazionali: fu infatti la seconda attrice horror della storia ad essere candidata per un Oscar alla miglior attrice. Ricevette inoltre una candidatura al Golden Globe per la migliore attrice in un film drammatico, vincendo un Saturn Award per migliore attrice, il primo premio della sua carriera.
Weaver era stata inoltre la co-produttrice del terzo e quarto film della serie. Pur senza ottenere il successo dei film precedenti, le interpretazioni di Weaver furono in ogni caso lodate. Ricevette la sua terza e quarta nomination al Saturn Award per migliore attrice per entrambi i film, e una nomination al Blockbuster Entertainment Award per migliore attrice di fantascienza per Alien - La clonazione.
Weaver vinse un premio DVDX per la propria partecipazione nel commento audio su Alien nel box-set Alien Quadrilogy.